# 三星Infuse 4G
Samsung Infuse 4G是韓國三星電子於2011年5月15日在美國所推出的高階智慧型手機，此機為美國電信業者AT&T的客製機，因此此機僅會於美國上市。